# Stazione di Cerro Tanaro
La stazione di Cerro Tanaro era una fermata ferroviaria posta lungo la linea Torino-Genova, al servizio del comune di Cerro Tanaro.

## Storia
Considerata la forte vicinanza alla fermata di Rocchetta Tanaro, la fermata venne soppressa nel 1927.

## Strutture ed impianti
La fermata era dotata di un piccolo fabbricato viaggiatori sviluppato su due piani. Al 2019 lo stabile appare disabitato e in stato di abbandono, con parecchie porte e finestre murate.
La fermata disponeva di due banchine a servizio dei due binari della linea, collegate mediante passaggio a raso.